# Ploegsteertbos

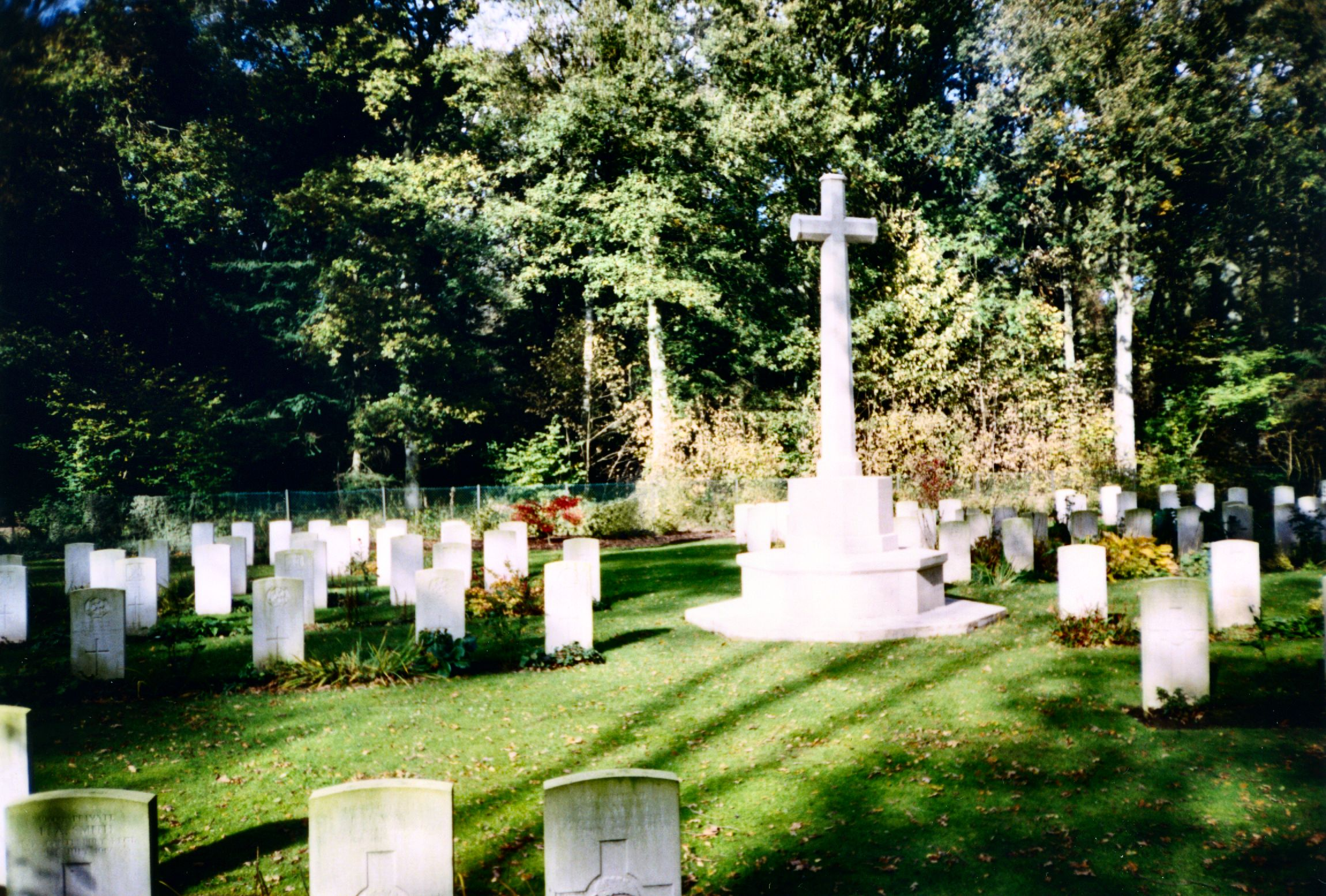
Ploegsteert Wood Military Cemetery

Het Ploegsteertbos (Frans: Bois de Ploegsteert of Bois de la Hutte et du Gheer) is een bos nabij het Belgische dorp Ploegsteert in de gemeente Komen-Waasten. Het ligt ten noorden van het dorpscentrum en is een van de grootste aaneengesloten bossen in de omgeving. Het bos bestaat uit twee grote delen. Een westelijk stuk, ten oosten van de weg van Ploegsteert naar Mesen (N365), is het Huttebos, genoemd naar de plaatsnaam De Hutte. Dit stuk ligt op de zuidelijke flank van de ruim 60 meter hoge Rozenberg. Het oostelijke deel ligt deels op grondgebied Ploegsteert en deels op grondgebied Waasten. Dit stuk wordt Gheerbos genoemd, naar het gehuchtje Gheer aan de oostrand van het bos. Dit bos ligt ten zuiden van de heuvelrug, in de vlakke grond op anderhalve kilometer van de Leie. In het bos bevinden zich talrijke militaire begraafplaatsen en restanten van de Eerste Wereldoorlog. De dreven door het bos hebben namen die refereren aan een straat of wijk in Londen, welke naam ze gekregen hebben van de hier gelegerde Britse soldaten. In het bos kan men wandelen.

## Geschiedenis
Het bosgebied is te zien op de Ferrariskaart uit de jaren 1770, met in het oosten het gehuchtje De Hutte.
Tijdens de Eerste Wereldoorlog lag het bos bij de frontlinie. In het begin van de oorlog kwam het in Britse handen en werd door hen Ploegsteert Wood en Plug Street Wood genoemd. Later werden delen bezet door Duitsers en bij het Duitse lenteoffensief kwam het even helemaal in Duitse handen. In het najaar van 1918 werd het bij het eindoffensief heroverd. Het bos telt nog verschillende bunkers, kraters en sporen van loopgraven uit de oorlog. Onder meer Winston Churchill, Adolf Hitler en Anthony Eden waren hier in de loop van de oorlog.
In juli 1955 ontplofte net ten oosten van het bos een nog onontplofte ondergrondse mijn van de Mijnenslag in Mesen van 1917.

## Militaire begraafplaatsen
In en rond het bos liggen verschillende Britse militaire begraafplaatsen verspreid:
- Underhill Farm Cemetery
- Hyde Park Corner (Royal Berks) Cemetery
- Berks Cemetery Extension
- Strand Military Cemetery
- Prowse Point Military Cemetery, net ten noorden van het bos
- Mud Corner Cemetery
- Toronto Avenue Cemetery
- Ploegsteert Wood Military Cemetery
- Rifle House Cemetery
- Lancashire Cottage Cemetery, ten zuiden van het bos

Op Berks Cemetery Extension staat het Ploegsteert Memorial, ter nagedachtenis van meer dan 11.000 gesneuvelde Britten die geen bekend graf hebben.